# ماديوس
ماديوس (باليونانية القديمة: Μάδιος) ، Madyes، أو ماديا) كان ملك السكوثيين بعد والده بارتاتوا. لقد «غزا واخضع الميديين (حوالي 628)»، لكن «الميديين تمردوا، وعلى أي حال ذبح ملكهم سايكساريس زعماء السكيثيين، وعاد ما تبقى منهم عبر القوقاز إلى جنوب روسيا».